# Конрадсройт
Конрадсройт (нім. Konradsreuth) — громада в Німеччині, розташована в землі Баварія. Підпорядковується адміністративному округу Верхня Франконія. Входить до складу району Гоф.
Площа — 43,32 км2. Населення становить 3143 ос. (станом на 31 грудня 2020).